# Synagoge (Pruntrut)

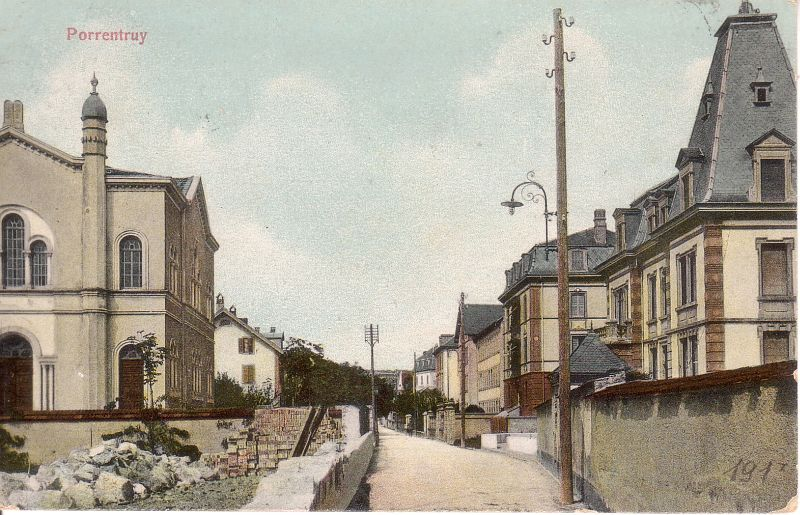
Ansichtskarte mit der Synagoge (links außen) in Pruntrut

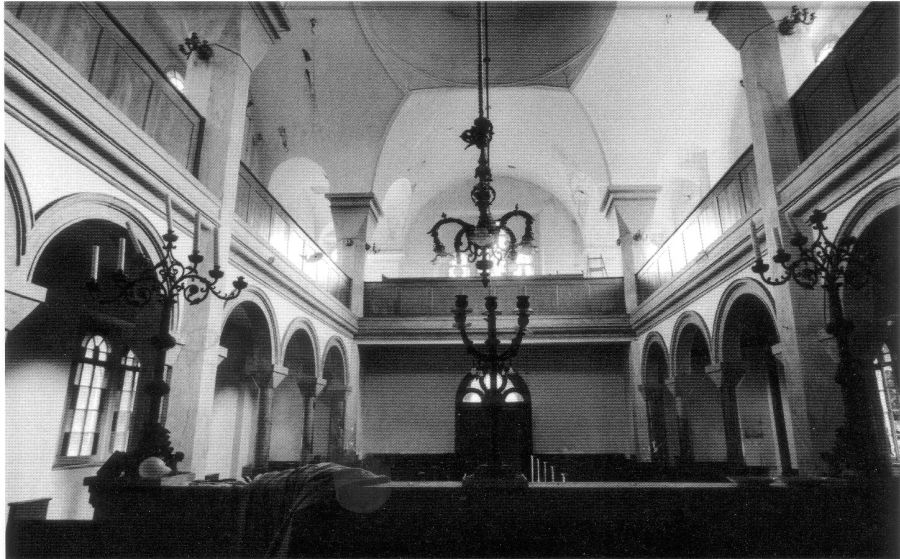
Innenansicht

Die Synagoge in Pruntrut, einer politischen Gemeinde und Hauptort des gleichnamigen Bezirks im schweizerischen Kanton Jura, wurde von 1872 bis 1874 errichtet und 1983 abgebrochen. Die Synagoge stand ausserhalb der Altstadt an der Rue de la Synagogue.

## Geschichte
Ab etwa 1860 war ein Versammlungs- und Betraum in einem Gebäude an der Grande Rue eingerichtet, etwas später konnte die jüdische Gemeinde in Pruntrut ein Betlokal in einem Gebäude an der Rue des Annonciades einrichten. Da in den 1860er Jahren die Zahl der jüdischen Einwohner in der Stadt durch die Einwanderung von Juden aus dem Elsass stark zugenommen hatte, wurde 1869 eine Kommission gegründet, um Geld für den Bau einer Synagoge zu sammeln. 
Im Jahr 1871 wurde von der jüdischen Gemeinde in der Nähe des Bahnhofs ein Grundstück für den Synagogenbau erworben. 1872 wurde mit dem Bau begonnen, der zunächst nach Plänen des Bauunternehmers Jean Matt erfolgte. Die weitere Bauausführung übernahm der Architekt Louis Laporte, nachdem es mit Jean Matt zu Auseinandersetzungen gekommen war. Die Synagoge wurde am 3. September 1874 eingeweiht. 
Charakteristisch waren, wie bei der Synagoge in Freiburg im Breisgau, je zwei schlanke Türme, die auf der Westseite den Haupteingang und auf der Ostseite den eingeschossigen Apsisanbau im Bereich des Thoraschreines flankierten.  
Nach dem Ersten Weltkrieg wurde die Synagoge immer weniger genutzt, da die meisten Gemeindemitglieder die Stadt verlassen hatten. Ende der 1940er Jahre wurden Renovierungen an der Synagoge durchgeführt. 1972 wurde der letzte Gottesdienst anlässlich einer Bar Mitzwa abgehalten. Zu dieser Zeit beschlossen die drei letzten jüdischen Einwohner von Pruntrut, die Synagoge zu verkaufen und für den Abbruch freizugeben. 1983 wurde die Synagoge abgebrochen, ohne dass staatliche Behörden Einspruch dagegen erhoben. An die Synagoge erinnern auf dem Grundstück nur noch das eiserne Eingangstor zum Vorplatz und die steinernen Gebotstafeln.